# 上市スマートインターチェンジ
上市スマートインターチェンジ（かみいちスマートインターチェンジ）は、富山県中新川郡上市町中江上ならびに同町東江上にある北陸自動車道のスマートインターチェンジ (SIC) である。

## 解説
立山ICと滑川ICの中間に整備されたSICで、本線直結型となっている。利用可能車種はETC搭載の全車種で24時間運用。上下線ともに出入可となっている。当SICの設置により、産業活動の支援や周辺の高速道路へのアクセス向上が期待される。
上市町はSICの整備に合わせ、インターのランプ内に駐車場・高速バスのバス停・工業用地を整備することになっており、そのうち高速バスのバス停とバス利用者用の駐車場が2022年（令和4年）に開設されている（後述）。

## 歴史
- 2016年（平成28年）5月27日 - 国土交通省より連結許可[5]。
- 2019年（令和元年）7月16日 - 着工[2]。
- 2020年（令和2年）
  - 1月29日 - IC名称が「上市スマートIC」に正式決定[10][11]。
  - 12月13日 - 供用開始[1][2][12]。
- 2022年（令和4年）4月29日 - IC隣接地に「上市」バス停を開設（高速バス専用）[7][8][9]。

## 道路
- E8 北陸自動車道（23-1番）

## 接続する道路
- 直接接続
  - （上り線）町道上市インター南線（仮称）[13]
  - （下り線）町道上市インター北線（仮称）[13]
- 間接接続
  - 富山県道148号上市水橋線[1][6]

## バス停
2022年（令和4年）、SIC隣接地に「上市」バス停が開設された。トイレが設置された待合所とバス利用者向けの駐車場（59台）も供用を開始している。
上市町はバス停の開設記念と利用促進、コロナ禍でダメージを受けた交通事業者への支援を目的に、高速バス利用者を対象にした助成制度を実施。上市バス停で乗降した利用者を対象に運賃の半額を上市町が助成するものであったが、町外在住者も対象としたことで利用者が予想を上回る結果となり、当初の予定であった2023年2月28日までの期間を2022年9月30日までに短縮した。
停車路線
- 富山 - 新潟線（富山地方鉄道・新潟交通）[7][8][9]
- 富山 - 東京線（富山地方鉄道・西武バス）[15]

## 周辺
- 富山地方鉄道本線 新宮川駅
- 国道8号[6][8][9]

## 隣
E8 北陸自動車道
(23) 立山IC - (23-1) 上市SIC - (24) 滑川IC